# شهرستان استار (تگزاس)
استار یکی از شهرستان‌های ایالت تگزاس می‌باشد.
این شهرستان در جنوب این ایالت است.
جمعیت این شهرستان در سال ۲۰۱۰ میلادی معادل ۶۰٬۹۶۸ نفر بود.